# Еспиритусантоански зец
Еспиритусантоански зец или острвски зец, црни зец, црносмеђи зец (лат. Lepus insularis, енгл. Black jackrabbit, рус. Чёрно-бурый заяц) је сисар из реда двозубаца (Lagomorpha) и породице зечева (Leporidae).

## Опис
Еспиритусантоански зец достиже дужину од 55 cm, укључујући реп, који је дуг 9,5 cm. Крзно на врху главе, горњем делу тела и репа је црне боје. Крзно на странама главе, тела и удова је мрке боје, а на доњим деловима тела и репа је светлосмеђе боје. Око очију му је крзно сиве боје и има облик прстена. Уши су му сиво-црне боје.

## Распрострањење и станиште
Острво Еспириту Санто (шп. Isla Espíritu Santo) источно од полуострва Доња Калифорнија у Мексику је једино познато природно станиште врсте. Еспиритусантоански зец на острву насељава травнате и камените падине, дине и долине. Острво је богато кактусима, грмљем, травом и разним другим биљем и на њему нема великих грабљиваца. 
Еспиритусантоански зец је веома упадљив, јер његово црно крзно одудара од боје његовог окружења. Најближи сродник му је црнорепи зец (лат. Lepus californicus, енгл. black-tailed jackrabbit), који насељава оближње мексичко копно, он је за разлику од еспиритусантоанског зеца плен грабљиваца и не испољава меланизам.

## Угроженост
Како еспиритусантоански зец насељава само острво Еспириту Санто, површина коју насељава је једнака површини острва, само 95 km². Ипак, чест је на острву, а популација му је стабилана. Главна претња по опстанак врсте је опасност од увођења нових не аутохтоних врста и људска активност у његовом станишту, због чега је у -овој црвеној књизи означена као врста на нижем степену опасности од изумирања, и сматра се скоро угроженим таксоном.
Популациони тренд је за ову врсту непознат.